# Вольгаре
Вольга́ре (итал. lingua volgare italiana букв. «простонародный язык Италии») — общее обозначение старинных итальянских диалектов Апеннинского полуострова и Сицилии, распространённых в народной и профессиональной речи Средних веков и (частично) Возрождения. Флорентийский вольгаре (тосканский диалект) лёг в основу современного итальянского языка (итал. italiano standard), который окончательно оформился лишь в середине XX века. Как и в других романских языках, важнейшим источником средневековых диалектов итальянского языка была народная латынь.

## Краткая характеристика
Слово volgare не содержит негативных коннотаций (ср. рус. прилагательное «вульгарный»), а лишь указывает на народный язык, который был обиходным для жителей Апеннинского полуострова — в отличие от латыни, которая в то же время была языком науки и высокой литературы.
Наиболее значительные памятники поэзии и прозы на вольгаре относятся к XIII — XIV векам. Знаменитые авторы: Франциск Ассизский («Гимн брату Солнцу»), поэты Сицилийской школы, Данте («Божественная комедия»), Петрарка («Канцоньере») и Боккаччо («Декамерон»). Данте сформулировал идею volgare illustre – общего для всей Италии литературного языка. Ту же мысль (примерно в то же время) высказал падуанец Антонио да Темпо: Тосканский язык более пригоден для письма и литературы, чем другие языки, и потому он более приемлем и понятен. Стихи на вольгаре легли в основу музыкальных произведений итальянского Ars nova (2-я половина XIV — начало XV веков), первой в истории традиции специфически итальянской светской музыки. Среди авторов, писавших на вольгаре в XV — XVI веках: С. де Проденцани, Я. Саннадзаро, Л. Ариосто и др.